# Halichoeres adustus
Halichoeres adustus är en fiskart som först beskrevs av Gilbert, 1890.  Halichoeres adustus ingår i släktet Halichoeres och familjen läppfiskar. IUCN kategoriserar arten globalt som sårbar. Inga underarter finns listade i Catalogue of Life.